# Henry Céard
Pour les articles homonymes, voir Céard.
Henry Céard, né à Bercy le 19 novembre 1851 et mort à Paris 15e le 16 août 1924, est un romancier, poète, auteur dramatique et critique littéraire français. Écrivain naturaliste, il fut un ami proche d'Émile Zola .

## Biographie

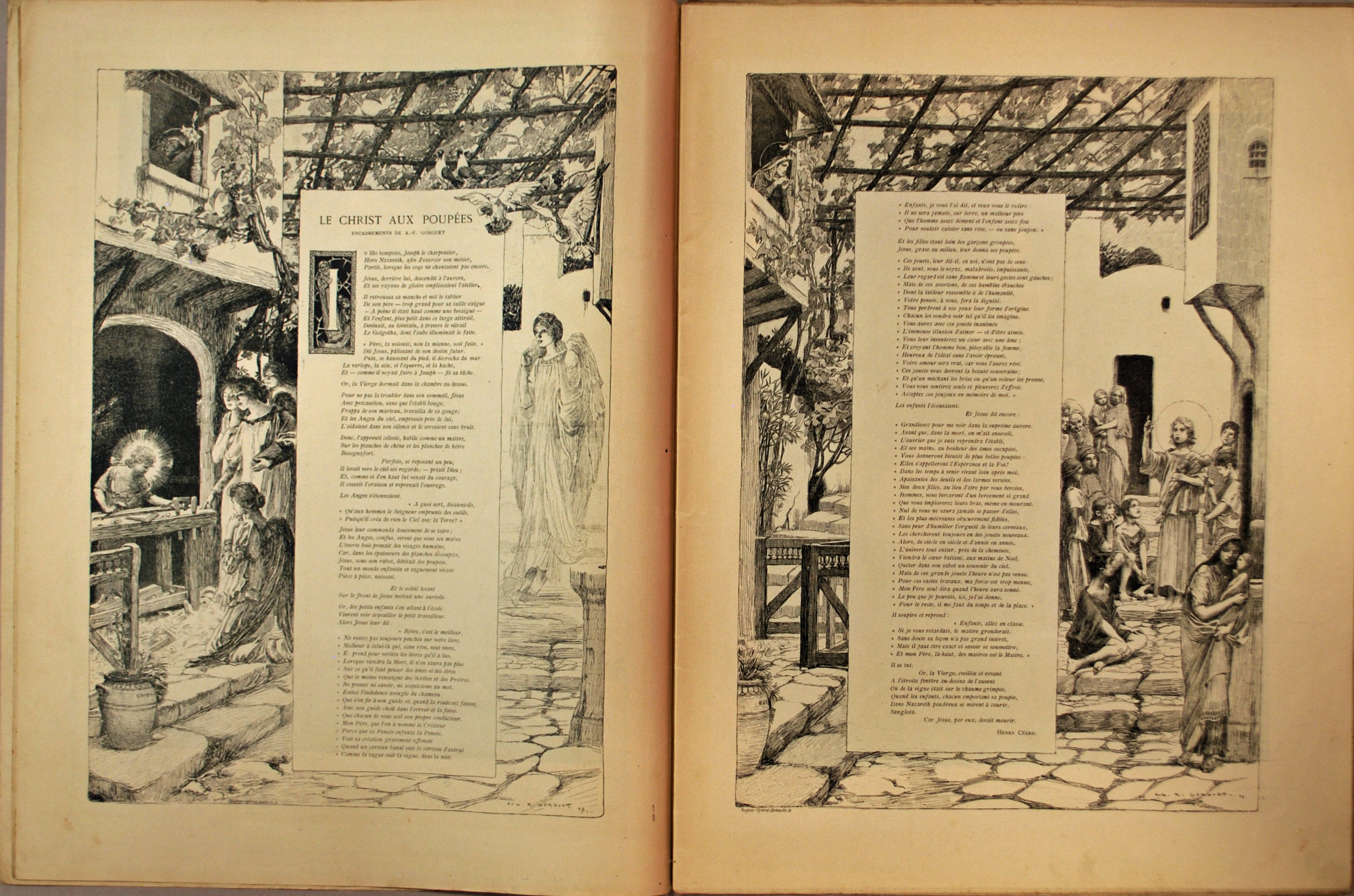
Le Christ aux poupées, Paris-Noël, 1897

D'abord employé au ministère de la Guerre, il est successivement attaché du cabinet du préfet de la Seine, puis sous-directeur de la bibliothèque de la Ville de Paris à l'hôtel Carnavalet. Il collabore à diverses feuilles comme critique littéraire et dramatique et participe au recueil collectif des Soirées de Médan avec sa nouvelle La Saignée, relatant un épisode du siège de Paris.
Son roman le plus connu, paru en 1881, est Une belle journée, vision de la pot-bouille naturaliste et du quotidien banal petit-bourgeois, poussé dans l'adultère par la morosité de son existence. L'héroïne principale, Ernestine Duhamain, réapparaît dans la nouvelle À la mer en 1885. Elle reste l'une des sœurs naturalistes d'Emma Bovary par nombre de similitudes dans la narration. La référence flaubertienne reste d'ailleurs l'une des marques des médaniens. L'un des points principaux de ces deux œuvres est « l'infirmation des événements ».
En 1883 Guy de Maupassant lui dédie la nouvelle En mer.
En 1906 paraît une œuvre plus pessimiste, Terrains à vendre au bord de la mer, inspirée par son installation récente à Belle-Île-en-Mer.
En 1918, il est élu à l'Académie Goncourt.
Il meurt le 16 août 1924 en son domicile, au no 12, rue Chasseloup-Laubat dans le 15e arrondissement de Paris et est inhumé au cimetière de Bercy.

## Œuvres
- La Saignée, insérée dans Les Soirées de Médan (1880)
- Une belle journée (1881), édition de Thierry Poyet (Folio Classique, 2022)
- Terrains à vendre au bord de la mer (1906)
- Descente des Anglais dans la presqu'île de Quiberon en 1746, récit d'un témoin (1906)
- Sonnets de guerre, 1914-1918 (1919)

Théâtre
- Tout pour l'honneur, drame en 1 acte, en prose, tiré de la nouvelle d'Émile Zola « Le Capitaine Burle », Paris, Théâtre-Libre, 23 décembre 1887
- Les Résignés, comédie en 3 actes, en prose, Paris, Théâtre-Libre, 31 janvier 1889
- Laurent, comédie en 1 acte, en vers, avec J.-L. Croze, Paris, Théâtre de l'Odéon, 15 janvier 1909
- Le Mauvais Livre et quelques autres comédies (1922)

Préfaces
- Édition collective des œuvres d'Alphonse Daudet, éditions Houssiaux, 1899

Publications posthumes
- Le Huysmans intime de Henry Céard et Jean de Caldain, par Pierre Cogny, avec de nombreux inédits et une préface de René Dumesnil, Nizet, Paris, 1957
- Edmond de Goncourt et Henry Céard. Correspondance inédite, 1876-1896, suivie de Coups d'œil et clins d'yeux, journal inédit, 1874-1875, de Henry Céard, textes inédits, publiés et annotés par Colin Burns, avec une préface de Pierre Cogny, Nizet, Paris, 1965
- Visages du naturalisme, cinq textes inédits en librairie présentés par Colin Burns, Mestengo Press, London, Canada, 1989